# Oceanside Countryside
Oceanside Countryside es un álbum de estudio del músico canadiense Neil Young, publicado por la compañía discográfica Reprise Records el 14 de febrero de 2025. Publicado como parte de la nueva Analog Original Series (AOS) dentro de sus Neil Young Archives, el álbum fue grabado entre mayo y diciembre de 1977, justo antes de la publicación de Comes a Time (1978), e incluye las mezclas originales analógicas realizadas en el momento de la grabación.
Según Young: "Este álbum original analógico, grabado en 1977, no fue lanzado en su momento. Estas canciones son las mezclas originales realizadas en el momento de las grabaciones. Yo canté las voces y toqué los instrumentos en Oceanside, en los estudios Triad y en Malibú, en el estudio Indigo. Canté las voces y grabé con mi gran banda de amigos en Crazy Mama’s en Nashville en Countryside".

## Lista de canciones
| Cara A: Oceanside |                   |          |  |
| N.º               | Título            | Duración |  |
| 1.                | «Sail Away»       |          |  |
| 2.                | «Lost In Space»   |          |  |
| 3.                | «Captain Kennedy» |          |  |
| 4.                | «Goin’ Back»      |          |  |
| 5.                | «Human Highway»   |          |  |

| Cara B: Countryside |                        |          |  |
| N.º                 | Título                 | Duración |  |
| 1.                  | «Field Of Opportunity» |          |  |
| 2.                  | «Dance Dance Dance»    |          |  |
| 3.                  | «The Old Homestead»    |          |  |
| 4.                  | «It Might Have Been»   |          |  |